# Eric Leman
Eric Leman (* Ledegem, 17 de julio de 1946). Fue un ciclista belga, profesional entre 1968 y 1977, cuyos mayores éxitos deportivos los logró en el Tour de Francia donde obtendría hasta 5 victorias de etapa, en la Vuelta a España donde obtuvo 1 victoria de etapa en la edición de 1974 y en el Tour de Flandes, prueba de un día en la que se impondría en 3 ediciones.

## Palmarés
| 1968 - Kuurne-Bruselas-Kuurne - 1 etapa del Tour de Francia - 1 etapa de los Cuatro días de Dunkerque 1969 - 1 etapa del Tour de Francia y la clasificación de los esprints intermedios - 1 etapa de la París-Niza - 4 etapas de la Vuelta a Andalucía - A través de Flandes 1970 - Tour de Flandes - 1 etapa de la París-Niza - 1 etapa de la Vuelta a Bélgica - 2 etapas de la Vuelta a Andalucía 1971 - 3 etapas del Tour de Francia - 3 etapas de la París-Niza - 2 etapas de la Dauphiné Libéré - 2 etapas de la Vuelta a Andalucía - Campeonato de Flandes - Circuito de las Ardenas Flamencas– Ichtegem | 1972 - Tour de Flandes - 2 etapas de la París-Niza - 1 etapa de los Cuatro Días de Dunkerque - 1 etapa de la Vuelta a Bélgica 1973 - Tour de Flandes - 1 etapa de la París-Niza 1974 - 1 etapa de la Vuelta a España - 1 etapa de la París-Niza 1975 - 1 etapa de la París-Niza 1976 - 1 etapa de la Vuelta a Aragón |

## Resultados

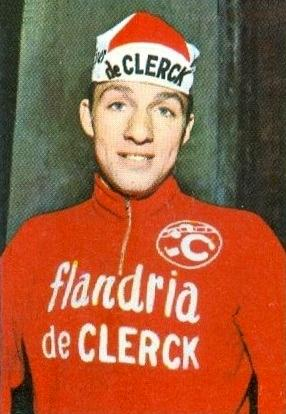
Eric Leman en 1969 con el maillot de Flandria-De Clerck.

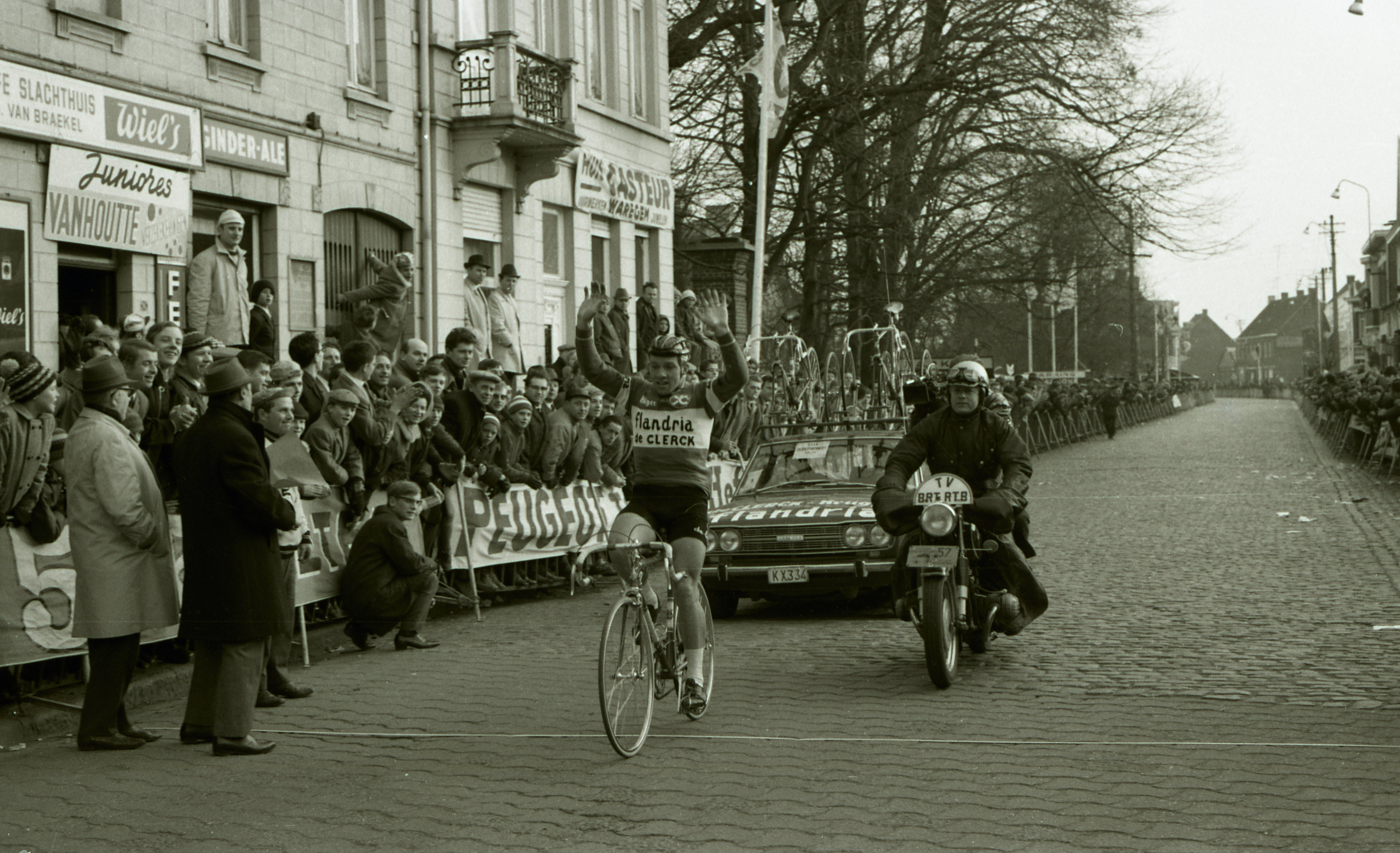
Eric Leman celebrando su victoria en A Través de Flandes en 1969.

Durante su carrera deportiva ha conseguido los siguientes puestos en Grandes Vueltas y carreras de un día:

### Grandes Vueltas
| Carrera | Carrera         | 1967 | 1968 | 1969 | 1970 | 1971 | 1972 | 1973 | 1974 | 1975 | 1976 | 1977 |
| ------- | --------------- | ---- | ---- | ---- | ---- | ---- | ---- | ---- | ---- | ---- | ---- | ---- |
|         | Giro de Italia  | —    | —    | —    | —    | —    | —    | —    | —    | —    | —    | —    |
|         | Tour de Francia | —    | 52.º | 79.º | Ab.  | 91.º | —    | —    | Ab.  | —    | —    | —    |
|         | Vuelta a España | —    | —    | —    | —    | —    | —    | 55.º | —    | Ab.  | Ab.  | —    |

### Clásicas, Campeonatos y JJ. OO.
| Carrera                | Carrera                | 1967 | 1968 | 1969 | 1970 | 1971 | 1972 | 1973 | 1974 | 1975 | 1976 | 1977 |
| ---------------------- | ---------------------- | ---- | ---- | ---- | ---- | ---- | ---- | ---- | ---- | ---- | ---- | ---- |
| Omloop Het Nieuwsblad  | Omloop Het Nieuwsblad  | —    | —    | 6.º  | 12.º | 28.º | —    | 7.º  | 11.º | —    | 12.º | 9.º  |
| Kuurne-Bruselas-Kuurne | Kuurne-Bruselas-Kuurne | —    | 1.º  | 16.º | 2.º  | 2.º  | —    | —    | —    | —    | 6.º  | —    |
|                        | Milan San Remo         | —    | 19.º | 9.º  | 3.º  | —    | 45.º | 13.º | 2.º  | —    | —    | —    |
| A Través de Flandes    | A Través de Flandes    | —    | —    | 1.º  | 2.º  | X    | —    | 6.º  | 14.º | —    | —    | —    |
| E3 Harelbeke           | E3 Harelbeke           | —    | 4.º  | —    | 7.º  | 8.º  | 34.º | —    | 8.º  | —    | 6.º  | 9.º  |
| Gante-Wevelgem         | Gante-Wevelgem         | —    | 86.º | 4.º  | 13.º | —    | —    | 7.º  | 5.º  | —    | —    | —    |
|                        | Tour de Flandes        | —    | 39.º | 22.º | 1.º  | 24.º | 1.º  | 1.º  | 4.º  | —    | 7.º  | —    |
| Scheldeprijs           | Scheldeprijs           | —    | —    | —    | 18.º | —    | —    | —    | 41.º | 45.º | 6.º  | —    |
|                        | París-Roubaix          | —    | 36.º | —    | 3.º  | 6.º  | —    | —    | 5.º  | 26.º | 21.º | —    |
| Amstel Gold Race       | Amstel Gold Race       | —    | 18.º | 4.º  | 4.º  | —    | —    | —    | —    | —    | —    | —    |
| Flecha Valona          | Flecha Valona          | —    | —    | 3.º  | —    | 20.º | 27.º | 41.º | 3.º  | —    | —    | 22.º |
|                        | Lieja-Bastoña-Lieja    | —    | —    | 4.º  | —    | —    | —    | —    | —    | —    | —    | —    |
| París-Tours            | París-Tours            | —    | 3.º  | 61.º | —    | —    | —    | 4.º  | 4.º  | —    | —    | 13.º |
| Mundial en Ruta        | Mundial en Ruta        | —    | —    | 44.º | —    | 17.º | —    | —    | —    | —    | —    | —    |
| Bélgica en Ruta        | Bélgica en Ruta        | —    | 4.º  | 5.º  | —    | —    | —    | —    | —    | —    | —    | —    |

—: No participa

Ab.: Abandona

X: Ediciones no celebradas